# Tiza de Culión
Tiza es un barrio rural del municipio filipino de tercera categoría de Culión perteneciente a la provincia de Paragua en Mimaro, Región IV-B.

## Geografía
El municipio de Culión, 270 km al norte de Puerto Princesa, se extiende por la totalidad de isla de Culión y otras adyacentes, entre las de Busuanga al norte, Linapacán al sur y Corón a levante. Todas ellas forman parte de las islas de Calamianes en el norte de la provincia de Palawan, en el Estrecho de Mindoro, lengua de mar que comunica el mar de la China Meridional y el Mar de Joló.
Se trata de un barrio de reducidas dimensiones situado en la isla de Culión, comprendiendo la parte meridional de la Población, incluyendo la isla de Sebic (Bulok-bulok).
Linda al norte con el barrio de Libis; al sur con el barrio de Osmeña; al este con la Bahía de Baldat, frente a la isla de Chindonán; y al oeste con el de Baldat.

### Demografía
El barrio de Tiza contaba en mayo de 2010 con una población de 1212 habitantes.

## Historia

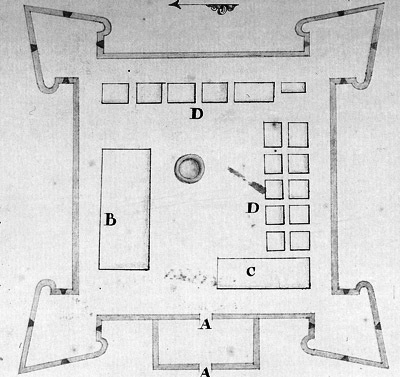
Plano del fuerte de Culión, según el informe de Valdés Tamón.

La isla de Culión formaba parte de la provincia española de Calamianes, una de las de las 35 provincias de la división política del archipiélago Filipino, en la parte llamada de Bisayas. Pertenecía a la audiencia territorial y Capitanía General de Filipinas, y, en lo espiritual, a la diócesis de Cebú.